# تایلند در بازی‌های آسیایی ۱۹۷۴
تایلند در بازی‌های آسیایی ۱۹۷۴ در تهران، ایران که از ۱ تا ۱۶ سپتامبر ۱۹۷۴ برگزار شد، شرکت کرد. این کشور با ۴ مدال طلا، ۲ مدال نقره و ۸ مدال برنز (در مجموع ۱۴ مدال) در جایگاه هشتم قرار گرفت.